# Sun King
Pistes de Abbey Road
You Never Give Me Your Money Mean Mr. Mustard
Sun King est une chanson du groupe britannique The Beatles. Elle a été écrite par John Lennon, mais créditée Lennon/McCartney. Elle apparaît sur l’album Abbey Road sorti en 1969. Elle constitue le second titre du fameux medley de l’album. C'est l'une des deux chansons de l'album, avec Because chantée par Lennon, McCartney et George Harrison en harmonie à trois voix multipliées par réenregistrement successifs.  

## Genèse de la chanson
John Lennon pensait sûrement au Roi Soleil, c’est-à-dire à Roi de France Louis XIV, lorsqu’il composa cette chanson. Il raconta en 1971 qu’elle lui était venue en rêve et que c’était une chanson inspirée, puis déclara en 1980, comme pour un certain nombre de ses chansons de la période Beatles, qu’elle était « bonne pour la poubelle ».
Selon George Harrison, John Lennon se serait inspiré de la chanson Albatross de Fleetwood Mac, un titre instrumental entré dans le top 10 des charts britanniques au début de l’année 1969,.
Les dernières phrases de Sun King sont chantées en espagnol puis se mêlant avec des mots d'italien et de portugais et incorporant une expression de Liverpool dans le plus pur esprit nonsense. John Lennon raconte : « Quand on a chanté Sun King, on a commencé à plaisanter et à dire cuando para mucho pour que ça sonne différemment. Paul se rappelait de quelques mots d'espagnol appris à l’école, on a donc assemblé tous ceux qui ressemblaient vaguement à quelque chose. Et bien sûr, on a mis chicka ferdi, c’est une expression de Liverpool qui ne veut rien dire, c’est comme « ah ah ah! ». On aurait pu dire paranoia, mais on a complètement oublié. On s’appelait nous-mêmes « Los Paranoias » parfois. Une traduction possible serait : « Quand depuis longtemps mon amour au cœur heureux / Monde des paparazzi mon amour chica ferdi parasol / Question merci beaucoup autant que le carrousel peut le faire ».
Le titre de travail de la chanson a été Here Comes the Sun King avant que les trois premiers mots ne soient retirés pour éviter toute confusion avec le titre de George Harrison Here Comes the Sun, présent sur le même album.

## Enregistrement de la chanson
Comme pour d’autres parties du medley, enregistré par petits bouts, Sun King et Mean Mr. Mustard, deux compositions signées John Lennon, sont jouées d’une seule traite — 35 prises sont réalisées pour cela —, lors de la session du 24 juillet 1969 aux studios Abbey Road. La durée de l’ensemble totalise trois minutes et quarante secondes avec, pour cette « piste de base », Paul McCartney à la basse, Ringo Starr à la batterie, George Harrison et John Lennon à la guitare et au chant. Ces premiers enregistrements live en studio, démontrent une fois de plus la cohésion des quatre musiciens de Liverpool et leur excellente entente musicale. 
Les overdubs sont enregistrés à partir du lendemain, 25 juillet, sur la trente-cinquième prise. Comme pour Because, John, Paul et George y multiplient leurs voix. Des parties de piano et d’orgue sont également ajoutées. Retour aux deux titres le 29 juillet, avec d’autres voix, des claviers et des percussions. Le 5 août, le problème posé par la transition entre le premier morceau du medley, You Never Give Me Your Money, et Sun King est réglé avec des boucles sonores (incluant cloches, bulles, criquets, oiseaux) préparées par Paul McCartney.
Sun King, Mean Mr. Mustard, Polythene Pam et She Came in Through the Bathroom Window (ces deux dernières ayant également été enregistrées ensemble) sont mixées et assemblées le 14 août, et enfin, la transition parfaite entre You Never Give Me Your Money et Sun King est assurée le 21 août.

## Version surLove
Une version étonnante de Sun King se trouve sur l’album Love publié en 2006. Une minute de la piste vocale y est jouée à l’envers en guise d'introduction à la chanson Something. Le titre devient cette fois Gnik Nus et l’on découvre une nouvelle mélodie. L’idée d’inverser le morceau, venue à George Martin et à son fils Giles, est certainement une forme d’hommage à ce type de travail engagé par le groupe à partir de 1966.

## Personnel
- John Lennon – guitare rythmique, chant
- Paul McCartney – chœurs, basse, tape loops
- George Harrison – guitare solo, chœurs
- Ringo Starr – batterie
- George Martin – orgue Lowrey